# Rugby School
Rugby School est l’un des plus anciens et des plus prestigieux établissements d’enseignement libre d’Angleterre. Il est installé depuis sa fondation en 1567 dans la ville de Rugby (Warwickshire).
Il s'agit du lieu de l'invention du rugby, à qui l'établissement a donné son nom.

## Histoire

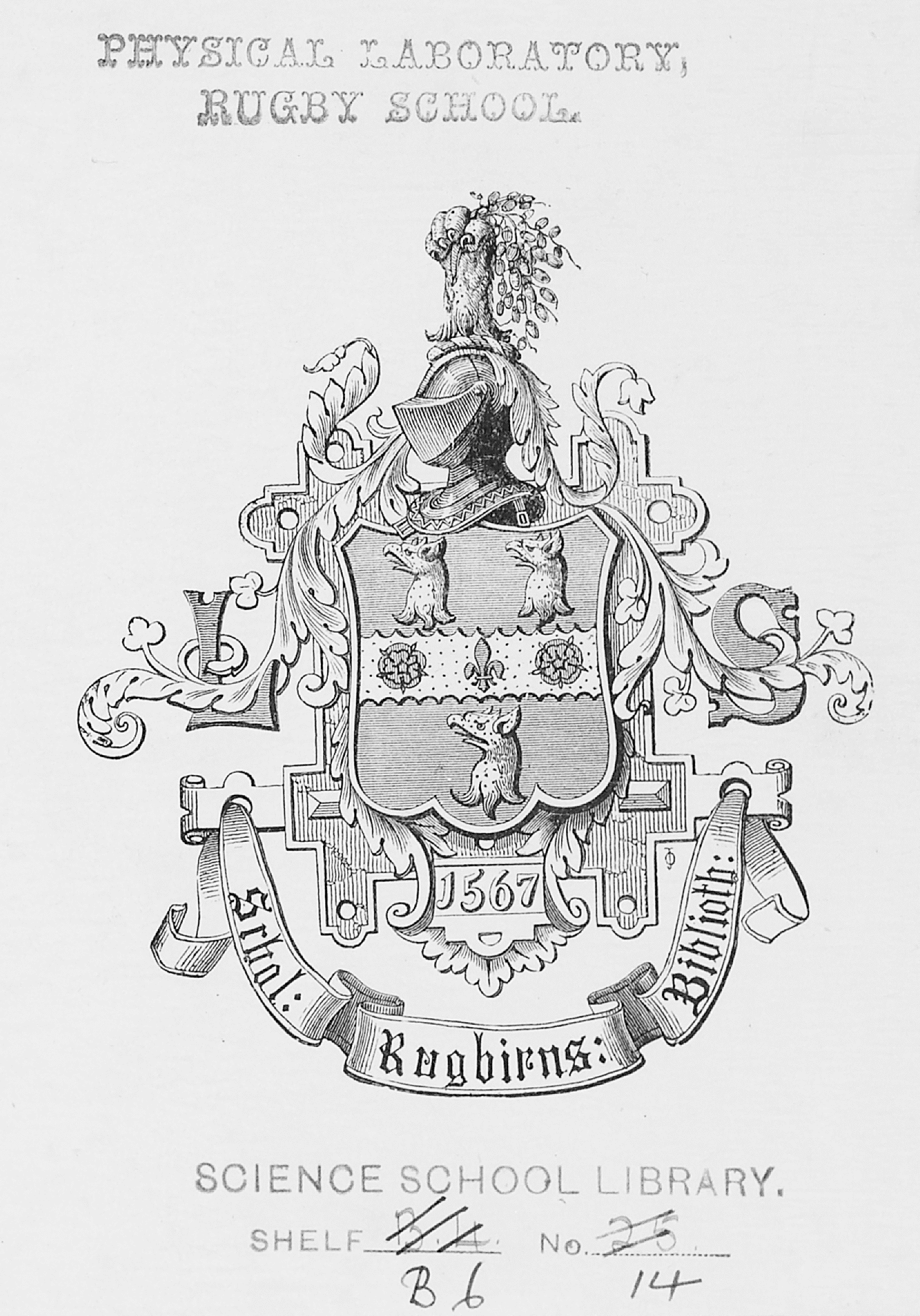
Ex libris de la bibliothèque du Rugby School (BEIC).

Rugby School a été fondée en 1567 par legs d’un gentilhomme, Lawrence Sheriff, qui avait fait fortune en tant qu’intendant de la reine Élisabeth Ire d’Angleterre.
L’école fait partie des neuf grands établissements d’enseignement libre définis par le Public Schools Act de 1858.
À l’origine, selon la volonté du fondateur, l’enseignement dispensé par le Collège de Rugby était gratuit et essentiellement basé sur les humanités. Progressivement, par besoin de ressources financières, l’établissement est devenu payant et sélectif.
Rugby School a été marquée par la direction de Thomas Arnold (1828-1842), qui a laissé un souvenir tel que son personnage apparaît dans plusieurs romans et nouvelles britanniques (notamment Tom Brown’s Schooldays).

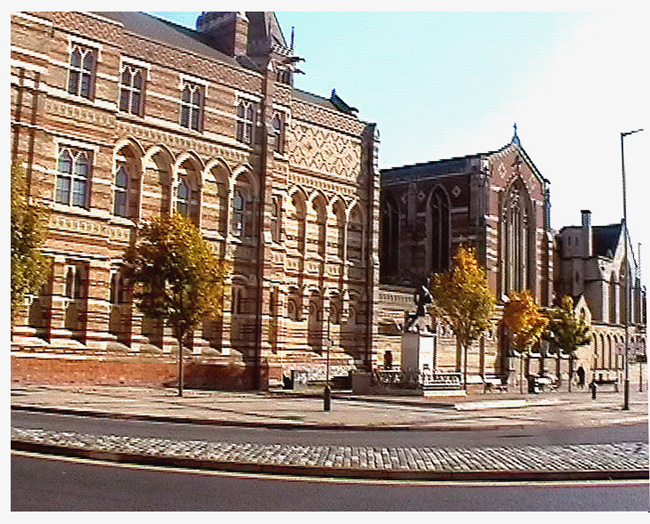
Le Collège de Rugby vu de la rue.

D’un point de vue architectural, la construction se divise en deux périodes majeures :
- Le corps principal de bâtiments (en forme de quadrilatère, pour cette raison surnommé Old Quad) date de 1815 environ et arbore une architecture de style George III.
- La chapelle polychrome et le New Quad ont été érigés en 1875 par William Butterfield dans un pur style néo-gothique.

C'est dans cet établissement qu'a été inventé le rugby dans les années 1820.

## Maisons de Rugby School
La communauté scolaire est divisée en quinze maisons :
| Garçons : - Cotton - Kilbracken - Michell - School Field - School House - Sheriff - Town - Whitelaw | Filles : - Bradley - Dean - Griffin - Rupert Brooke - Southfield - Stanley - Tudor |

## Les célébrités de l’école

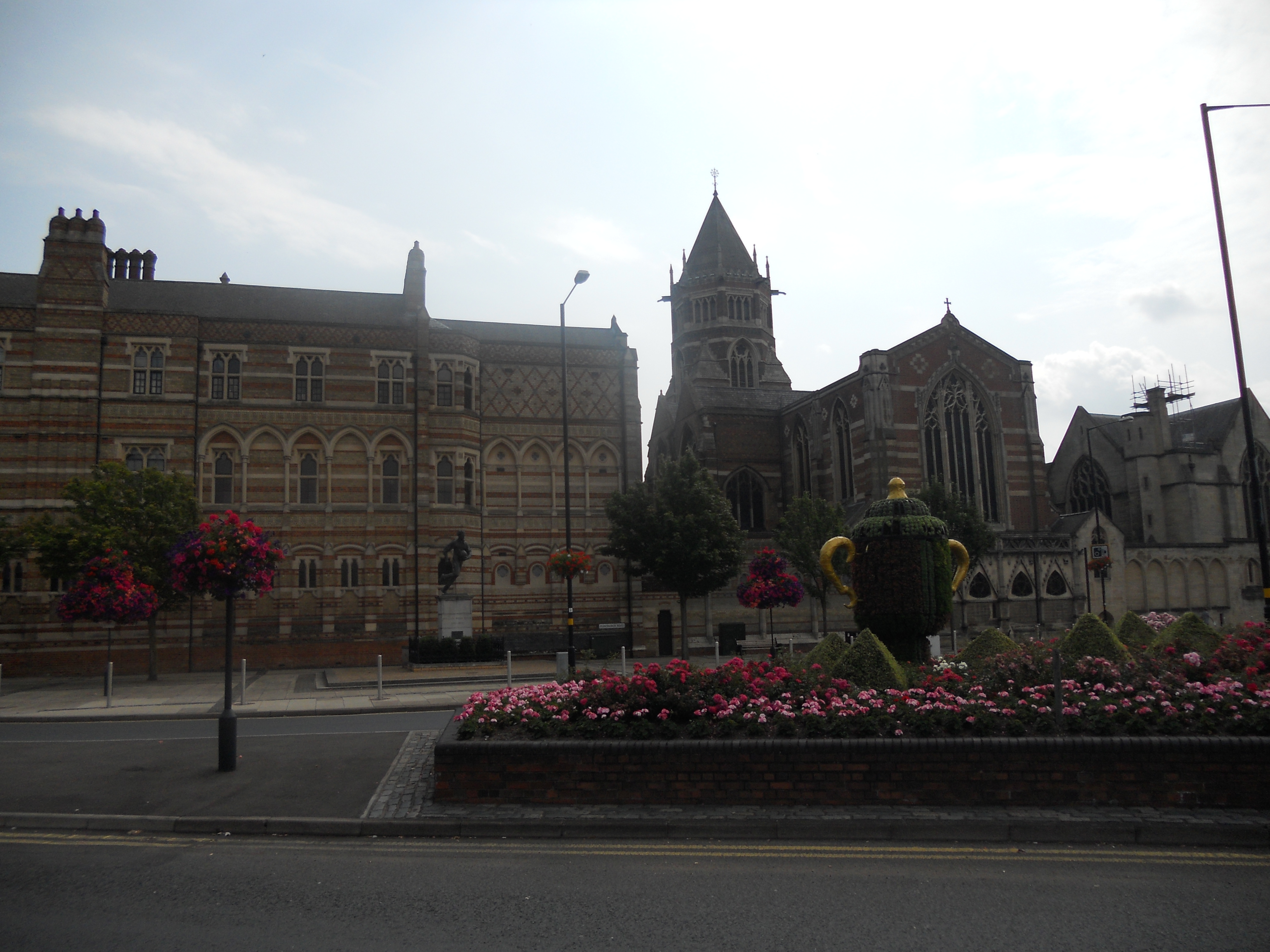
Statue de William Webb Ellis, courant avec le ballon dans la main, devant Rugby School. En avant-plan, une haie taillée en coupe commémore, dans la ville où serait né ce sport, la victoire de l'Angleterre à la Coupe du monde de rugby à XV 2003.

- Thomas Arnold (1795-1842), docteur en histoire, directeur de 1828 à 1841.

Un des maîtres à penser de la nouvelle pédagogie britannique au XIXe siècle. Avant-gardiste et réformateur, il a donné une place primordiale au sport dans la formation chrétienne (le « christianisme musclé »). Ayant considérablement transformé l'établissement, il est indirectement à l’origine du rugby-football.

Brillant esprit, il a rédigé une Histoire de Rome en trois volumes ainsi que plusieurs travaux historiques sur le christianisme.

Il est le père de l'écrivain Matthew Arnold, et l'arrière-grand-père de Julian et Aldous Huxley.
- William Webb Ellis, élève dans les années 1820, serait à l'origine du rugby en tant que sport. La légende dit qu'un jour, en plein milieu d'un match de football classique, le jeune Webb Ellis, excédé de voir son équipe perdre, prit le ballon à pleines mains et traversa le terrain jusqu'aux buts adverses. Une plaque sur le terrain de sport rappelle cet événement.

Par la suite, vers 1840, les anciens élèves se réunirent pour fixer par écrit les règles de ce qui allait s'appeler le rugby.
Autres anciens élèves notables :
- Matthew Arnold
- H. O. Arnold-Forster
- William Bateson
- Rupert Brooke
- Lewis Carroll
- Austen Chamberlain
- Neville Chamberlain
- Arthur Conolly
- Euan Geddes
- Robert Hardy
- Julian Huxley
- Wyndham Lewis
- Arthur Ernest Percival
- Reid Railton
- Salman Rushdie
- Arthur Waley
- Richard Congreve
- Khadija Saye